# Julian Moreno
Julian Moreno O.A.R, właśc. Julian Benigno Moreno (ur. 16 marca 1871 w La Rioja, zm. 25 lipca 1936 w Motril) – błogosławiony Kościoła katolickiego, ojciec zakonny zgromadzenia augustianów rekolektów, publicysta i męczennik.

## Życiorys
Do zakonu augustianów wstąpił w 1885 roku w Monteagudo. W nowicjacie znalazł się pod opieką swego wuja, późniejszego świętego Ezechiela Moreno. Wyświęcony na kapłana 18 maja 1894, a we wrześniu tego samego roku został przeniesiony na Filipiny, gdzie pracował w parafii św. Narcyza i św. Filipa. Powrócił w 1898 roku do Hiszpanii i cztery lata później w 1902 roku został wysłany do Ameryki Południowej na misje w Kolumbii, Panamie, Wenezueli i Brazylii. Po powrocie do Hiszpanii pracował w Motril (od 1933 roku).
Pisał wiersze, opowiadania i artykuły między innymi o kinie publikowane w czasopismach wenezuelskich i hiszpańskich.
W czasie hiszpańskiej wojny domowej w pełni świadomy zagrożenia pozostał w Motril. W dniu śmierci został wyprowadzony siłą przez milicję z klasztoru na ulicę i rozstrzelany wraz z czterema współbraćmi.

## Kult
Beatyfikowany przez papieża Jana Pawła II w grupie ośmiu męczenników z Motril, ofiar „z nienawiści do wiary”.
Jego wspomnienie liturgiczne obchodzone jest 5 maja.